# Anghel Saligny
Pour la station nommée à sa mémoire, voir Anghel Saligny (métro de Bucarest).
 (novembre 2023).
Si vous disposez d'ouvrages ou d'articles de référence ou si vous connaissez des sites web de qualité traitant du thème abordé ici, merci de compléter l'article en donnant les références utiles à sa vérifiabilité et en les liant à la section « Notes et références ».
Anghel I. Saligny (né le 19 avril 1854 à Șerbănești, județ de Galați et mort le 17 juin 1925 à Bucarest) est un académicien, ingénieur en constructions, ministre et pédagogue roumain, il est considéré comme l'un des pionniers de la technique mondiale dans l'étude et la construction des ponts à structure métallique et des silos en béton armé et l'un des fondateurs de l'ingénierie roumaine.

## Biographie
Anghel Saligny est né le 19 avril 1854, dans la commune de Șerbănești, județ de Tecuci en principauté de Moldavie (aujourd'hui județ de Galați en Roumanie). Il est le fils  d'Alfred Saligny (ro), un pédagogue d'origine alsacienne, établi en Roumanie. Il avait un frère d'un an son aîné, Alfons Oscar Saligny (en) (1853-1903), qui est devenu un grand chimiste, membre correspondant à l'Académie roumaine. Il a suivi ses premières années d'étude au pensionnat d'enfants de Focșani, construit par son père,  puis il a effectué des études secondaires  au lycée de Focșani et, ultérieurement, au lycée à Potsdam, en Prusse, avec son frère. Étant d'abord attiré par l'astronomie, il a fréquenté les cours de l'université de Berlin, ayant comme professeur le célèbre physicien Hermann von Helmholtz (1821-1894). Entre 1870 - 1874, il a suivi les études d'ingénieur, à l'École technique supérieure de Charlottenburg, où les illustres ingénieurs Schwedler (en) et Franzius étaient professeurs. Il a travaillé, sous la direction du professeur G. Mehrtens, à la construction de la voie ferrée Cottbus-Francfort-sur-l'Oder et, sous la direction de Gh. Duca (entre 1877 et 1879), à la construction de la voie ferrée Ploiești-Predeal en Roumanie. Il est mort le 17 juin 1925, à Bucarest.

## Œuvre
Anghel Saligny a été un remarquable ingénieur constructeur, « ancêtre » mondial de la science des constructions métalliques et du béton armé, réalisateur de nombreuses inventions et de solutions uniques dans les domaines de :
- l'étude et la construction des ponts et des constructions industrielles ;
- les fondations des quais portuaires et des docks ;
- les silos de blé dans l'utilisation des préfabriqués en béton, tout cela en première mondiale.

Il a ainsi fait l'étude des lignes ferroviaires Adjud - Târgu Ocna, réalisant les premiers ponts combinés – chaussée et voie ferrée - en Roumanie (1881 - 1882). Il a fait les plans de nombreux ponts métalliques, en remplaçant les anciens, exécutés par des firmes étrangères, comme le pont au-dessus de Siret, à Cosmești, de 430 m de long (1888). Entre 1884 - 1889 il a travaillé dans la construction des docks et des entrepôts à Galați et Brăila, en apportant des solutions vraiment originales, dont: 
- la construction des fondations sur des couches de fascines et pilotis pour les quais ;
- des bassins de liaison avec le Danube pour les silos.

À partir de certaines inventions propres, Anghel Saligny a construit, en première mondiale, les silos en béton armé, à Brăila (1888) et Galați (1889), seulement deux décennies après le premier brevet pour des éléments de constructions (poutres, plaques, etc.) en béton armé (matériau peu étudié à l'époque) obtenu par le français Joseph Monier (1823 - 1906) en 1867. Les silos projetés et exécutés, sous les conseils directes d'Anghel Saligny, pouvaient abriter plus de 25 000 tonnes de céréales (30 m x 120 m à la base et plus de 18 m de hauteur). Les murs des cellules hexagonales des silos ont été réalisés, toujours en première mondiale, de pièces fabriquées au sol, sous forme de plaques. La préfabrication des plaques au sol, les coins de rigidité et de jonction, la soudure des barres métalliques et la mécanisation du montage constituent autres premières sur le plan mondial.
Entre 1884 et 1901, comme chef du service des docks, et, à partir de 1877, comme chef du service des nouveaux travaux de la Direction générale des Chemins de fer Roumains (CFR), il résout le problème du remplacement des ponts en bois par des ponts métalliques, avec des consoles sans coulée, sur la ligne ferrée Filiași - Târgu Jiu (1886).
Son œuvre la plus importante est l'étude, en 1888, et la construction, entre 1890 et 1895, du pont sur le Danube à Cernavodă, qui était, à l'époque, le plus long d'Europe (et parmi les plus importants ponts métalliques à grande ouverture au monde). Le projet élaboré par Saligny amenait deux grandes innovations dans la construction de ponts : le nouveau système de poutres à consoles pour la superstructure du pont et l'utilisation de l'acier mou à la place du fer comme matériau de construction pour les tabliers de ponts. Entre 1889 et 1909, il a conduit les travaux d'aménagement du port de Constanța, introduisant pour la première fois en Roumanie les pilotis en béton armé dans les constructions portuaires et faisant les plans des silos pour les céréales et de la station de pétrole. Parmi ses autres travaux, on peut mentionner le tunnel ferroviaire de Valea Mostiștei, le port Ramadan de Giurgiu, etc.

## Anghel Saligny, pédagogue, ministre, académicien
Membre fondateur et président entre 1895 et 1897 puis entre 1910 et 1911 de la Société polytechnique de Bucarest, professeur à l'École Nationale des ponts et chaussées, ministre des Travaux Publics, membre correspondent (à partir de 1892), membre titulaire (à partir de 1897) et président de l'Académie roumaine (1907 - 1910).

## Ponts de Cernavodă

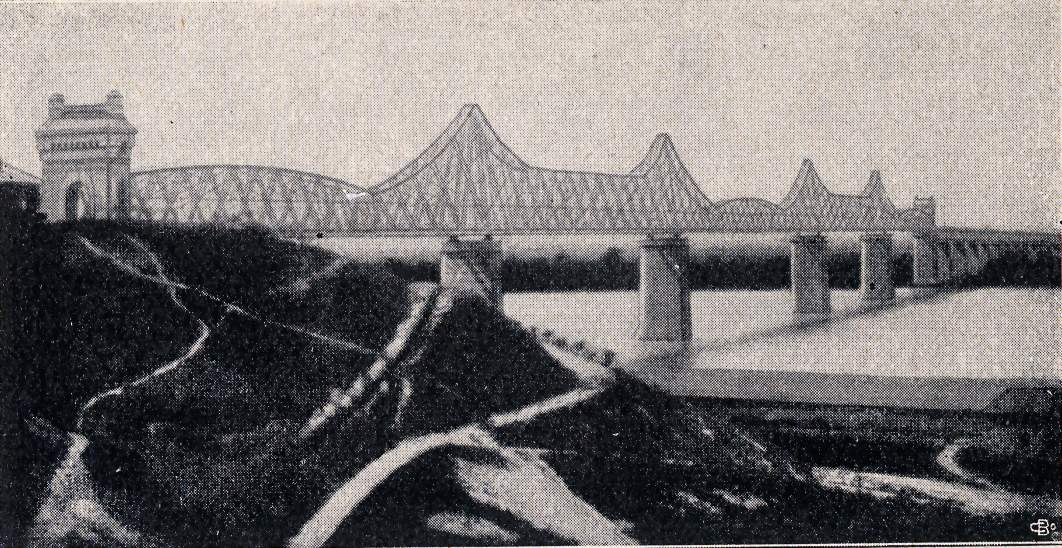
Photographie ancienne (vers 1907 ou 1908) du pont Roi-Carol-Ier, aujourd'hui pont Anghel-Saligny, à Cernavodă.

En 1885, comme d'habitude quand il était question de grands travaux publics d'ingénieurs, le gouvernement roumain a organisé un concours international pour le projet d'un pont ferroviaire sur le Danube, à Cernavodă. Mécontente des offres présentées par les firmes étrangères, la Commission d'adjudication des offres, formée par des spécialistes roumains et étrangers, tout comme la Direction générale des Chemins de fer Roumains (CFR) prennent la décision de confier le difficile travail à l'ingénieur roumain Anghel Saligny et à ses collaborateurs.
Ainsi, le 21 octobre 1890, en présence du roi Carol Ier, on marqua le début des travaux pour le nouveau pont. Seulement cinq ans après les débuts des travaux, le 14 septembre 1895, en présence du roi et d'une nombreuse et enthousiaste assistance, étaient inaugurés le pont ferroviaire qui traversent le Danube entre Fetești et Cernavodă, construit sous la coordination d'Anghel Saligny et portant alors le nom du roi Carol Ier.
Comme le prouve leur fonctionnement ininterrompu après plus d'un siècle, les ponts de Cernavodă sont une véritable prouesse d'ingénierie. La plus grandiose de ce style en Europe continentale à l'époque de sa construction et longtemps après.
Il y a deux ponts principaux avec des ouvertures entre 140 et 190 mètres et avec une hauteur libre de 30 mètres, tout comme dans une série d'autres travaux. Parmi les nombreuses solutions absolument originales qui ont été appliquées avec succès à la réalisation des ponts de Cernavodă, nous allons en rappeler ici une seule : l'utilisation, en première mondiale pour ce genre de travaux, de l'acier mou – fait qui a contribué à la durabilité de cette œuvre, prouvée pendant plus de cent ans.
L'ensemble des ponts de Cernavodă se composait d'un pont au-dessus du bras de Borcea (l'un des bras du Danube), et d'un viaduc au-dessus de l'étang de Iezerului, fermé en 1969 à la suite du dessèchement de cette étendue d'eau et remplacé depuis par un terrassement. Le pont de Cernavoda a été, à l'époque, le plus long pont d'Europe et un des principaux pont métalliques à grande ouverture au monde, ayant une ouverture de 4 088 m entre la rive gauche et la rive droite de la vallée du Danube.
Le pont de Cernavodă, construit par des ingénieurs roumains, doublé depuis 1987 par un pont ferroviaire et autoroutier, reste le plus important symbole de l'ingénierie roumaine à ses débuts.